# BLESSING CARD
「BLESSNG CARD」（ブレシング・カード）は、2013年8月21日にBeingから発売されたVALSHEの5枚目のシングル。

## 解説
テレビ東京系「探検ドリランド -1000年の真宝-」エンディングテーマ。本作で初のアニメソングとなった。通常盤は2CD方式、初回盤はDVD付き、Musing盤は完全生産限定盤で、オリジナルムービー「Musing Special Movie」視聴ID付き（PCのみ視聴可）。

## 収録曲

### CD
DISC1
1. BLESSING CARD (3:56)
作詞：VALSHE　作曲：minato　編曲：齋藤真也
2. Mr.Diorama (3:59)
作詞：VALSHE　作曲：minato　編曲：G'n-
3. Responsive (4:04)
作詞・作曲：minato　編曲：丸山真由子
4. BLESSING CARD -Instrumental- (3:56)
5. Mr.Diorama -Instrumental- (3:59)
6. Responsive -Instrumental- (4:04)

DISC2（通常盤のみ）
1. VALSHE RADIO ～カード多すぎて財布閉まらない編～（前編）
2. ゆずれない願い（原曲：田村直美）
作詞：田村直美　作曲：田村直美・石川寛門　編曲：G'n-
3. VALSHE RADIO ～カード多すぎて財布閉まらない編～（後編）

### DVD
初回限定盤
1. "BLESSING CARD" MUSIC VIDEO
2. "BLESSING CARD" TV SPOT
3. VALSHE迷作劇場

### オリジナルムービー
Musing盤
1. オリジナルムービー「Musing Special Movie」視聴ID付き（PCのみ視聴可）
2. トールケース デジパック仕様
3. VALSHE手書きメッセージ付き　豪華ブックレット